# Werner Hopf
Werner Hopf († 28. November 1953) war ein US-amerikanischer Filmtechniker und Erfinder, der 1960 postum mit einem Oscar für Wissenschaft und Entwicklung ausgezeichnet wurde. Bei dem Preis handelt es sich um eine Class-II-Auszeichnung, da die Preisträger statt einer Oscar-Statuette (Class I) eine Oscar-Plakette erhalten.

## Berufliches
Werner Hopf wurde 1960 gemeinsam mit Wadsworth E. Pohl, William Evans, S. E. Howse und Thomas P. Dixon, die zu der Zeit alle beim Stanford Research Institute, Technicolor Corp. beschäftigt waren, mit einem Oscar für Wissenschaft und Entwicklung ausgezeichnet. Ihnen wurde diese Auszeichnung „for the design and development of the Technicolor electronic printing timer“ (für das Design und die Entwicklung des elektronischen Drucktimers Technicolor) zuerkannt.
Über Hopfs Ausbildung, Werdegang und darüber, was er vor seiner Beschäftigung beim Stanford Research Institute und der ihm zuerkannten Auszeichnung getan hat, ist nichts bekannt.

## Auszeichnung
- Oscar/Wissenschaft und Entwicklung 1960 an Werner Hopf, Evans, Pohl, Howse und Dixon